# Liste der denkmalgeschützten Objekte in Radvanice
Grundlage dieser Liste der denkmalgeschützten Objekte in Radvanice ist die ÚSKP-Liste (Ústřední seznam kulturních památek České republiky, deutsch Zentrale Liste der Kulturdenkmäler der Tschechischen Republik), die von der tschechischen Denkmalschutzbehörde NPÚ (Národní památkový ústav, deutsch Nationale Denkmalbehörde) seit 1987 geführt wird und an die seit dem Jahr 1850 geschaffenen Listen anschließt.
Die Liste umfasst die Kulturdenkmale der Gemeinde Radvanice (Radowenz) im Okres Trutnov. Seit 2004 sind Teile des Ortes, insbesondere die Holzhäuser der ehemaligen Bergbaukolonie, zu einer  dörflichen Denkmalzone erklärt worden.
Hier ist eine einzigartige und wertvolle Anzahl von Bergarbeiterhäusern aus dem 18. und 19. Jahrhundert erhalten geblieben. Dabei handelt es sich um Holzhäuser und Doppelhäuser mit wenigen Nebengebäuden.

## Radvanice(Radowenz)
| Lage | Objekt                              | Beschreibung | ÚSKP-Nr.                  | Bild                           |
| --- | ----------------------------------- | --- | ------------------------- | ------------------------------ |
| Radvanice (Standort)                                                                                           | Kirche Johannes des Täufers         | Neoromanische einschiffige Kirche mit Satteldach, 1899 erbaut, nach Südwesten ausgerichtet. Generalreparatur und Umbau im Jahr 2000 abgeschlossen. | 50655/6-6150 Info Katalog | BW                             |
| Radvanice, in der Siedlung Paseka, in der Nähe der Habichtsbaude im Habichtsgebirge (Jestřebí hory) (Standort) | Skulpturengruppe Kalvarienberg      | Skulpturengruppe Kalvarienberg in der Siedlung Paseka. Sie besteht aus drei Säulen mit einer Statue der Jungfrau Maria, einem Kreuz mit einem gekreuzigten Christus und einer Statue des hl. Johannes Evangelist, datiert 1798 auf der Rückseite des Sockels der Statue. | 101407 Info Katalog       | Skulpturengruppe Kalvarienberg |
| Radvanice, auf dem Friedhof (Standort)                                                                         | Säule mit Steinkreuz                | Säule mit Kruzifix aus Sandstein, in der Mitte des Friedhofs, hinter dem Presbyterium der Kirche St. Johannes der Täufer. Auf dem zweistufigen Fundament aus Steinplatten befindet sich ein Sockel mit aufgesetzter Platte und der Jahreszahl 1801. Auf der Vorderseite des Sockels befindet sich ein Relief der Schmerzensmutter. Die Gesamthöhe der Skulptur beträgt 4,6 m. | 101407 Info Katalog       | BW                             |
| Radvanice, neben der Kirche Johannes des Täufers (Standort)                                                    | Mariensäule                         | Mariensäule, Säule mit einer Marienstatue, neben der Kirche St. Johannes der Täufer vor der Friedhofsmauer. Auf den beiden Stufen des Fundaments befindet sich ein zweistufiger Sockel mit Inschriftenteil, auf dem eine achteckige Säule steht, geschaffen von Ferdinand Kofránek aus Hořice (1865).                                                                         | 101407 Info Katalog       | BW                             |
| Radvanice, Friedhof (Standort)                                                                                 | Grab eines Soldaten der Roten Armee | Grab eines Soldaten der Roten Armee. Grabstein über dem Doppelgrab, in dem 1944 zwei russische Kriegsgefangene begraben wurden. | 15072/6-5127 Info Katalog | BW                             |
| Radvanice če. 27 (Standort)                                                                                    | Haus Nr. če. 27                     | Wohnhaus in Blockbauweise, eingeschossiges Holzhaus mit Satteldach aus der Mitte des 19. Jahrhunderts, urspr. Auszugshaus eines nicht mehr existierenden Bauernhofs, gelegen im unteren Teil der ehemaligen Bergbaukolonie. | 31865/6-4507 Info Katalog | BW                             |
| Radvanice če. 5 (Standort)                                                                                     | Haus Nr. če. 5                      | Holzwohnhaus in Blockbauweise, teilweise neu gemauert und nach einem Brand vor 1980 umgebaut, urspr. aus der Mitte des 19. Jahrhunderts, mit Satteldach. Ehemaliges Hausmeisterhaus, Teil der ehemaligen Bergbaukolonie im nördlichen Teil des Dorfes. | 18871/6-4498 Info Katalog | BW                             |
| Radvanice če. 6 (Standort)                                                                                     | Haus Nr. če. 6                      | Holzwohnhaus in Blockbauweise, mit gemauertem Kammerteil, mit Satteldach, aus der Mitte des 19. Jahrhunderts, Teil der ehemaligen Bergbaukolonie. | 25398/6-4499 Info Katalog | BW                             |
| Radvanice če. 55 (Standort)                                                                                    | Haus Nr. če. 55                     | Wohnhaus in Blockbauweise, Holzhaus mit Satteldach, aus der Mitte des 19. Jahrhunderts, ehem. Bergarbeiterhaus, Teil der ehemaligen Bergbaukolonie. | 29527/6-4506 Info Katalog | BW                             |
| Radvanice če. 7 (Standort)                                                                                     | Haus Nr. če. 7                      | Holzwohnhaus in Blockbauweise, Holzhaus vom Ende des 18. Jahrhunderts, ehem. Bergarbeiterhaus, Teil einer ehemaligen Bergbaukolonie. | 16948/6-4500 Info Katalog | BW                             |
| Radvanice če. 8 (Standort)                                                                                     | Haus Nr. če. 8                      | Wohnhaus in Blockbauweise, Holzhaus mit Satteldach, teilweise gemauert, erbaut am Ende des 18. Jahrhunderts, ehem. Bergarbeiterhaus, Teil einer ehemaligen Bergbaukolonie. | 37217/6-4501 Info Katalog | BW                             |
| Radvanice če. 9 (Standort)                                                                                     | Haus Nr. če. 9                      | Holzwohnhaus in Blockbauweise, als ehem. Bergarbeiterhaus erbautes Blockhaus aus der ersten Hälfte des 19. Jahrhunderts, ehem. Bergarbeiterhaus, Teil einer ehemaligen Bergbaukolonie. | 18898/6-4502 Info Katalog | BW                             |
| Radvanice če. 10 (Standort)                                                                                    | Haus Nr. če. 10                     | Holzwohnhaus in Blockbauweise, Holzhaus mit Satteldach aus der ersten Hälfte des 19. Jahrhunderts, ehem. Bergarbeiterhaus, Teil einer ehemaligen Bergbaukolonie. | 21896/6-4503 Info Katalog | BW                             |
| Radvanice če. 11 (Standort)                                                                                    | Haus Nr. če. 11                     | Wohnhaus in Blockbauweise, Holzhaus mit gemauertem Kammerteil und Satteldach, erbaut in der Mitte des 19. Jahrhunderts, ehem. Bergarbeiterhaus, Teil der ehemaligen Bergbaukolonie. | 16879/6-4505 Info Katalog | BW                             |
| Radvanice če. 13 (Standort)                                                                                    | Haus Nr. če. 13                     | Holzwohnhaus in Blockbauweise, eine Blockhütte mit angeschlossener Scheune, vom Ende des 18. Jahrhunderts, Reste eines ehemaligen Gehöfts im nördlichen Teil der ehemaligen Bergbaukolonie. | 33496/6-4504 Info Katalog | BW                             |
| Radvanice, westlich der Ansiedlung Paseka (Brenden) (Standort)                                                 | Burg Radvanice                      | Burgruine Radvanice, archäologische Spuren. Eine mittelalterliche Burg bzw. ein Kolonisierungsbau mit zwei Siedlungsphasen. Ein seltenes Beispiel einer Burg vom sogenannten Turmaubel-Typ mit zwei Wallanlagen und einem turmartigen Gebäude von 10 × 21 m sowie einem Wohngebäude von 7 × 5 m. Der Standort ist sehr schwer zu identifizieren, nur noch Geländespuren.      | 20681/6-4583 Info Katalog | BW                             |